# Гюрс
Гюрс, Ґюрс (фр. Gurs) — муніципалітет у Франції, у регіоні Нова Аквітанія, департамент Атлантичні Піренеї. Населення — 417 осіб (01.01.2021).
Муніципалітет розташований на відстані близько 670 км на південь від Парижа, 175 км на південь від Бордо, 32 км на захід від По.

## Історія

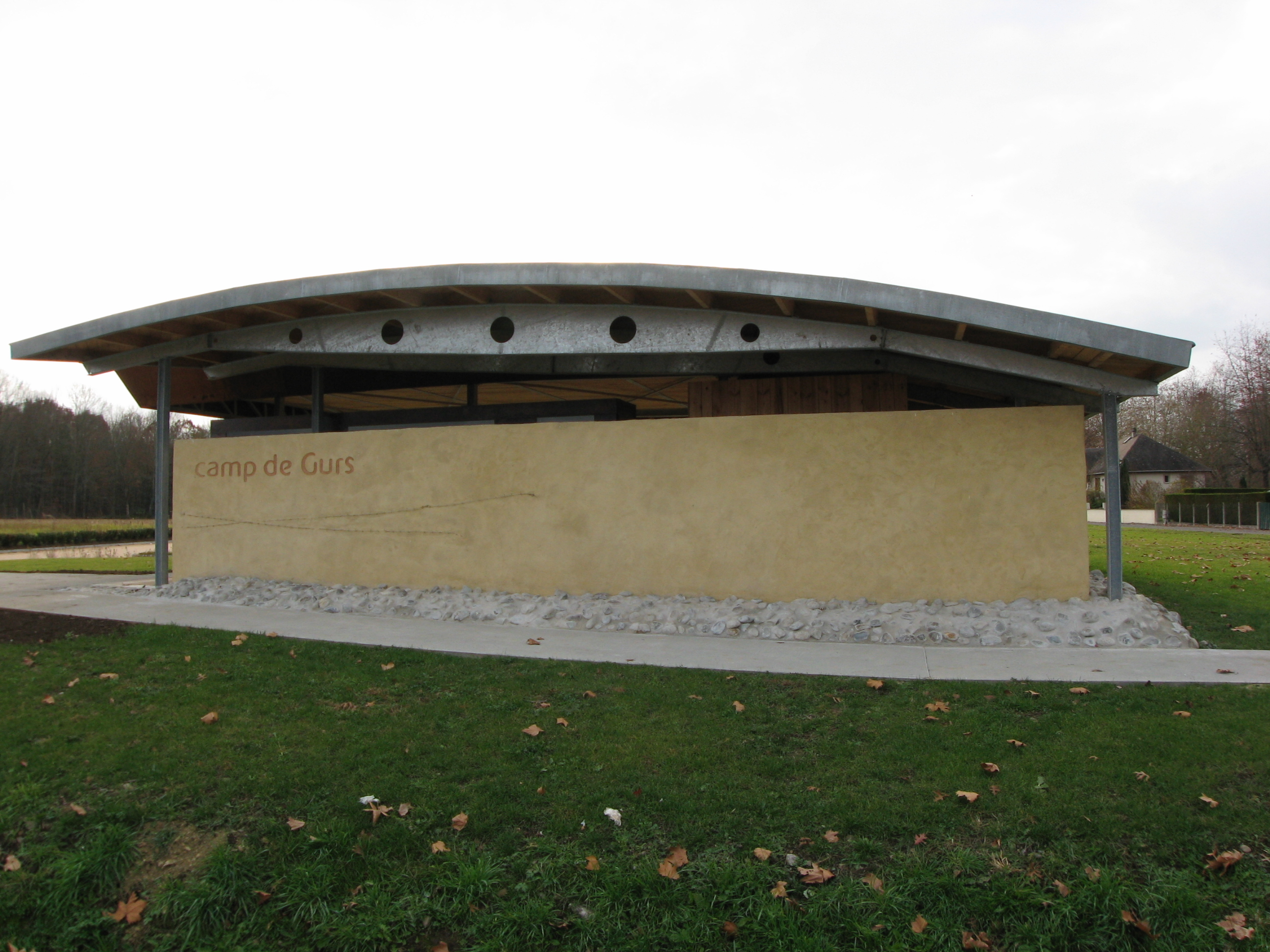
Меморіал Гюрсу

Під час Другої світової війни в Гюрсі був організований концентраційний табір для інтернованих, який був підпорядкований режиму Віші.
Частину в'язнів становили іспанські біженці, пізніше тут утримували багатьох євреїв перед їхнім від'їздом в табори Дрансі і Освенцим.
Серед відомих в'язнів концентраційного табору Гюрс були:
- Ганна Арендт
- Жан Амері
- Ернст Буш, актор
- Адрієнна Томас, письменниця
- Олександр Кулішер
- Макс Лінгнер
- Шарлотта Саломон

Могили бійців Іспанської республіки та Міжнародної бригади волонтерів знаходяться праворуч від входу на кладовище.
У жовтні 1940 року, на момент закриття табору Санкт-Сипрієн, 3858 осіб було переведено в табір Гюрсу. Це були переважно євреї.

## Демографія
Динаміка населення (INSEE ):
Розподіл населення за віком та статтю (2006):
| Стать | Всього | До 15 років | 15-24 | 25-44 | 45-64 | 65-85 | Понад 85 |
| --- | ------ | ----------- | ----- | ----- | ----- | ----- | -------- |
| Чоловіки | 216    | 36          | 20    | 48    | 52    | 60    | 0        |
| Жінки | 172    | 24          | 12    | 44    | 44    | 48    | 0        |
| \| Статево-вікова піраміда \| Статево-вікова піраміда \| Статево-вікова піраміда \| \| ----------------------- \| ----------------------- \| ----------------------- \| \| Чоловіки \| Вік \| Жінки \| \| 0 \| 85 + \| 0 \| \| 12 \| 80-84 \| 0 \| \| 16 \| 75-79 \| 12 \| \| 12 \| 70-74 \| 20 \| \| 20 \| 65-69 \| 16 \| \| 0 \| 60-64 \| 8 \| \| 8 \| 55-59 \| 16 \| \| 16 \| 50-54 \| 8 \| \| 28 \| 45-49 \| 12 \| \| 24 \| 40-44 \| 28 \| \| 12 \| 35-39 \| 8 \| \| 12 \| 30-34 \| 4 \| \| 0 \| 25-29 \| 4 \| \| 4 \| 20-24 \| 4 \| \| 16 \| 15-20 \| 8 \| \| 8 \| 10-14 \| 12 \| \| 20 \| 5-9 \| 8 \| \| 8 \| 0-4 \| 4 \| |        |             |       |       |       |       |          |
| Статево-вікова піраміда |        |             |       |       |       |       |          |
| Чоловіки | Вік    | Жінки       |       |       |       |       |          |
| 0 | 85 +   | 0           |       |       |       |       |          |
| 12 | 80-84  | 0           |       |       |       |       |          |
| 16 | 75-79  | 12          |       |       |       |       |          |
| 12 | 70-74  | 20          |       |       |       |       |          |
| 20 | 65-69  | 16          |       |       |       |       |          |
| 0 | 60-64  | 8           |       |       |       |       |          |
| 8 | 55-59  | 16          |       |       |       |       |          |
| 16 | 50-54  | 8           |       |       |       |       |          |
| 28 | 45-49  | 12          |       |       |       |       |          |
| 24 | 40-44  | 28          |       |       |       |       |          |
| 12 | 35-39  | 8           |       |       |       |       |          |
| 12 | 30-34  | 4           |       |       |       |       |          |
| 0 | 25-29  | 4           |       |       |       |       |          |
| 4 | 20-24  | 4           |       |       |       |       |          |
| 16 | 15-20  | 8           |       |       |       |       |          |
| 8 | 10-14  | 12          |       |       |       |       |          |
| 20 | 5-9    | 8           |       |       |       |       |          |
| 8 | 0-4    | 4           |       |       |       |       |          |

## Економіка
2010 року серед 235 осіб працездатного віку (15—64 років) 168 були активними, 67 — неактивними (показник активності 71,5%, у 1999 році було 67,2%). З 168 активних мешканців працювали 153 особи (83 чоловіки та 70 жінок), безробітними було 15 (7 чоловіків та 8 жінок). Серед 67 неактивних 22 особи були учнями чи студентами, 24 — пенсіонерами, 21 була неактивною з інших причин.

У 2010 році у муніципалітеті числилось 172 оподатковані домогосподарства, у яких проживали 419,0 особи, медіана доходів виносила 17 312 євро на одного особоспоживача.